# هونگ گوک‌یونگ
هونگ گوک‌یونگ (کره‌ای: 홍국영; هانجا: 洪國榮، ۱۷۴۸–۲۸ آوریل ۱۷۸۱) محقق و سیاستمدار برجستۀ کره‌ای در پادشاهی چوسان بود که برای اولین بار و به‌طور مؤثری از به قدرت رسیدن پادشاه جونگ‌جو حمایت کرد و به او کمک‌های بسیاری نیز کرد، اما نهایتاً به دلیل طمع قدرت اخراج شد. او از تمام مقامات دولتی به پادشاه نزدیک‌تر بود و اغلب از قدرت زیادی برخوردار بود که از لطف پادشاه ناشی می‌شد. هونگ گوک‌یونگ و هان میونگ‌هو (در زمان سلطنت سجو) نمونه‌هایی از منشی‌های ارشد سلطنتی هستند که قدرتمندترین مقامات زمان خود بودند.

## زندگی‌نامه
هونگ گوک یونگ در سال ۱۷۴۸ در هانسئونگ در قبیلۀ پونگسان هونگ متولد شد. او تنها پسر هونگ ناک‌چون و همسرش بانو یی از قبیلۀ اوبونگ یی بود. او از طریق پدرش برادرزادۀ درجۀ یازدهم بانو هه گیونگ (مادر پادشاه جونگ‌جو) و همچنین پنجمین نوۀ هونگ جو وون و شاهدخت جونگ‌میونگ بود.
او زمانی که یی سان ولیعهد بود، به عنوان یکی از قابل اعتمادترین مشاوران و معتمدان نزدیک او خدمت می‌کرد و همچنین معلم اصلی او بود. هونگ پس از اینکه یی سان با عنوان جونگ‌جو بر تخت سلطنت نشست، به دلیل مهارتش در سیاست و تحقیق به سمت بازرس ارشد، رئیس گارد سلطنتی و وزیر ارشد سلطنتی ارتقا یافت. خواهر کوچکترش بانو هونگ نیز یکی از همسران جونگ‌جو شد و هونگ گوک‌یونگ امیدوار بود که به خاطر فامیل بودن با وارث آیندۀ پادشاه، نفوذ و قدرت خود را افزایش دهد. با این حال، خواهرش پس از پنهان کردن ناموفق یک بارداری کاذب (به دلیل رسوایی احتمالی) از غم و اندوه مرد. هونگ به این دلیل که ملکه هیویی خواهرش را قبل از مرگش نبخشیده بود، خشمگین شد؛ به همین خاطر با ملکه جونگ‌سون معامله کرد تا به او اجازه دهد فرزندخواندۀ خواهرش یکی از اعضای خانوادۀ سلطنتی باشد. ملکه هیویی ارتباط بین هونگ و ملکه جونگ‌سون را کشف کرد و او را تهدید کرد که اگر خودش نزد پادشاه اعتراف نکند، خودش به پادشاه جونگ‌جو خواهد گفت. هونگ که به خاطر مرگ خواهرش همچنان ناراحت بود، با کشف این قضیه ناراحت‌تر هم شد. او برای جلوگیری از افشای معامله‌اش، تلاش کرد ملکه هیویی را در مراسمی مسموم کند. اما وقتی فهمید که پادشاه به جای ملکه در مراسم شرکت خواهد کرد، جلوی این نقشه را گرفت و بعد از آشکار شدن این قضیه، با گریه به کارش اعتراف کرد. پادشاه یی سان او را تبعید کرد. هرچند پادشاه بعداً او را بخشید، اما هونگ بعد از این، در ۲۸ آوریل ۱۷۸۱ به دلیل مشکلات سلامتی در آرامش درگذشت.

## در فرهنگ عامه
- لیم دونگ جین در سریال تلویزیونی سانگ‌نو شبکه تی‌بی‌سی در سال ۱۹۷۸ نقش او را بازی کرد.
- کیم سانگ‌کیونگ در سریال تلویزیونی هونگ گوک‌یونگ شبکه ام‌بی‌سی در سال ۲۰۰۱ نقش او را بازی کرد.
- هان سانگ‌جین در سریال تلویزیونی لی سان، باد قصر شبکه ام‌بی‌سی در سال ۲۰۰۷ نقش او را بازی کرد.
- چوی جاه هوان در سریال تلویزیونی بک دونگ سو دلاور شبکه اس‌بی‌اس در سال ۲۰۱۱ نقش او را بازی کرد.
- کانگ هون در سریال تلویزیونی سرآستین قرمز شبکه ام‌بی‌سی در سال ۲۰۲۱ نقش او را بازی کرد.